# Джованні Паоло Паніні
Джованні Паоло Паніні, також Панніні (італ. Giovanni Paolo Panini, або Pannini; 17 червня, 1691, П'яченца — 21 жовтня, 1765, Рим) — італійський художник, викладач і архітектор XVIII століття.

## Життєпис, ранні роки
Народився у місті П'яченца. В молоді роки виявив художні здібності і почав вивчати сценографію, оскільки злам XVII–XVIII століть прийшовся на захоплення театром. В молоді роки його вчителями були Джузеппе Наталі та Андреа Галуцці.
Відомо, що він стажувався у майстерні театрального декоратора Франческо Галлі-Бібієна.

## Римський період
1711 року він перебрався на житло і працю у папський Рим. Вивчав малюнок і композицію під керівництвом римського художника Бенедетто Луті (1666—1724). Починав як художник-декоратор. Відомо, що він працював над декором у палаццо Лівіо де Каролиса (1720), в Римській семінарії (1721—1722), на віллі Патріцці (1719—1725).
1719 рокі розпочалася його кар'єра викладача. Він почав працювати у художній школі академії св. Луки та у Французькій академії. 1754 року вже літньою особою його призначать керівником римської академії св. Луки.
Помер у Римі у жовтні 1765 року.

## Учні художника
- Франческо Паніні, син художника
- Жан-Оноре Фрагонар
- Гюбер Робер

## Обрані твори (перелік)

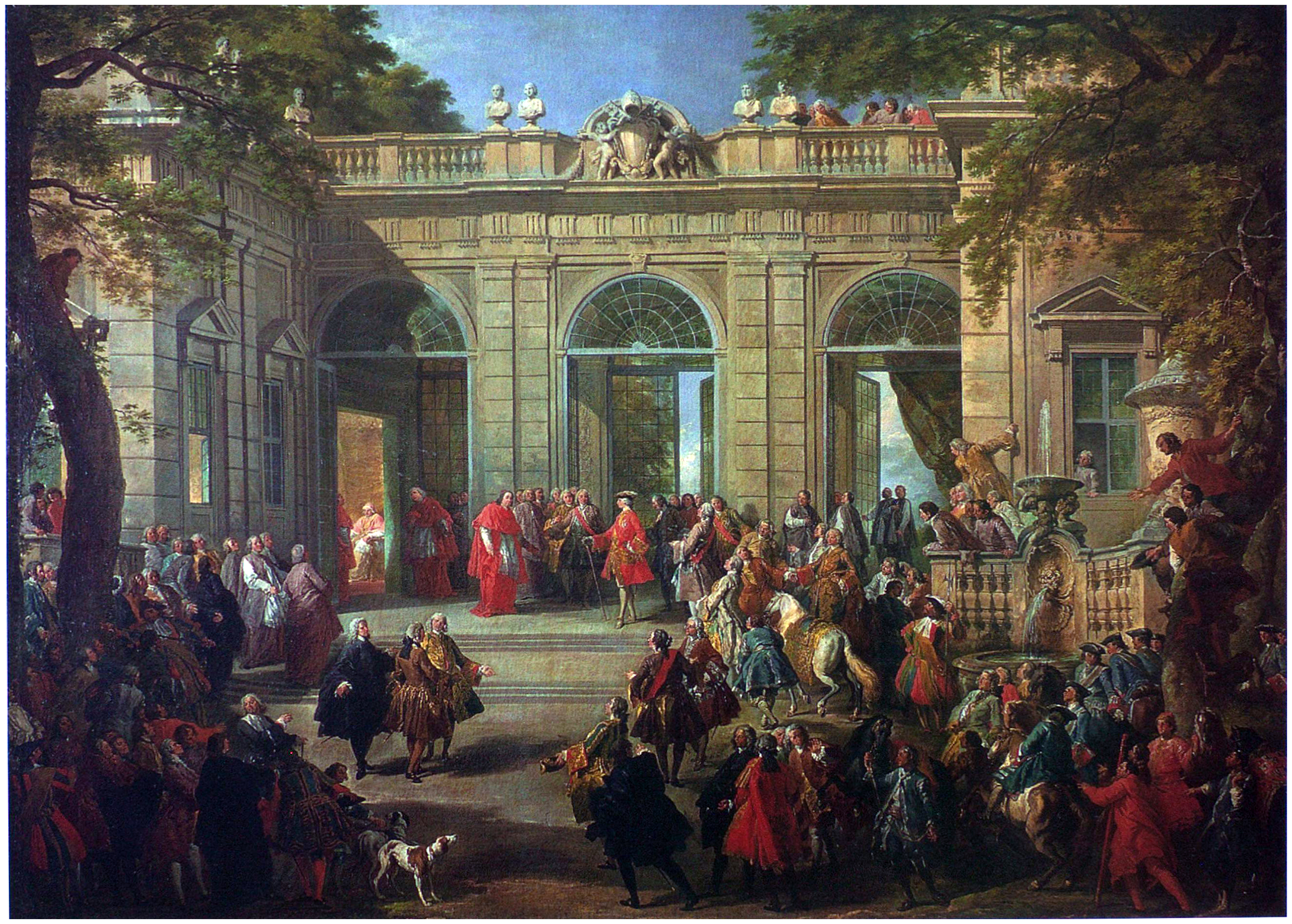
Джованні Паоло Паніні. Зустріч папи римського Бенедикта XIV з королем Неаполя Карлом біля кафе на схилі Квірінала у Римі. Музей Каподімонте, Неаполь

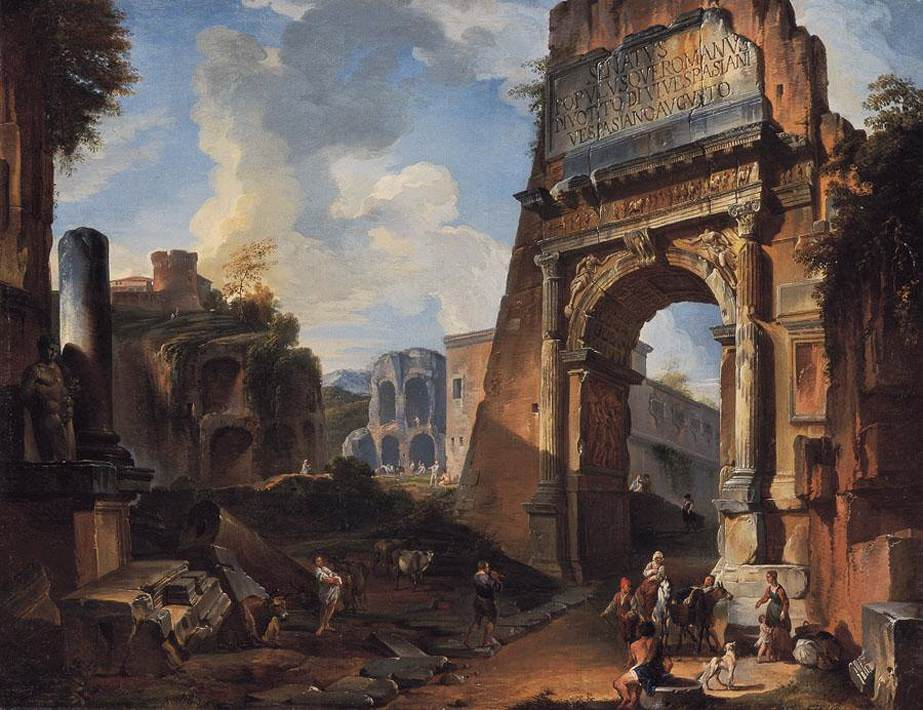
Джованні Паоло Паніні. «Вигадані руїни з аркою імператора Тіта», приватна збірка

- «Олександр Великий розрубає Гордіїв вузол», 1718—1719, Художній музей Волтерс
- «Філософ Діоген серед руїн», 1720-і рр.
- «Пантеон, інтер'єр», Національна галерея мистецтва, Вашингтон, США
- «Капріччо з давньоримськими руїнами», до 1730 р.
- «Римське капріччо. Пантеон та інші споруди», 1735 р. Музей мистецтв Індіанаполіса
- «Капріччо з руїнами римського форуму», 1741 р., Художнія галерея, Єльський університет
- «Капріччо з руїнами Колізея та аркою імператора Константина»
- «Давньоримські руїни з проповіддю якогось пророка», бл. 1751 р., замок Рарау
- «Поклоніння пастухів немовляті Христу», бл. 1755 р., Бруклінський музей, США .
- «Капріччо з давньоримськими руїнами», Житомирський краєзнавчий музей
- «Капріччо з давньоримськими руїнами і філософом Діогеном»
- «Базиліка Санта Марія Маджоре у Римі, інтер'єр»
- «Собор Св. Петра. Рим, інтер'єр»
- «Давньоримські руїни», Ермітаж, Санкт-Петербург
- «Давньоримські руїни і проповідь апостола Петра», Ермітаж, Санкт-Петербург

## Обрані твори (галерея)

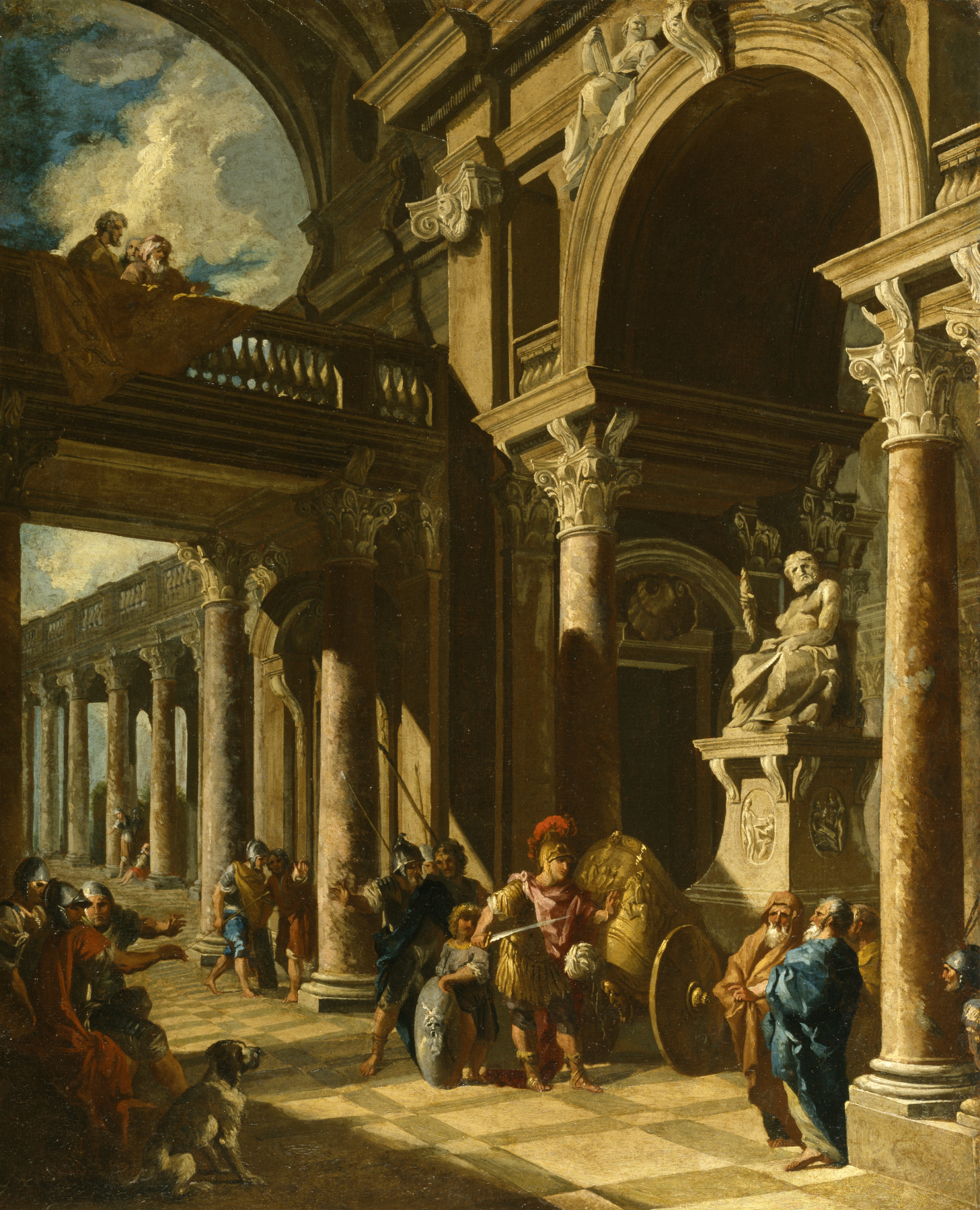
Джованні Паоло Паніні. «Олександр Великий розрубає Гордіїв вузол», 1718-1719., Художній музей Волтерс
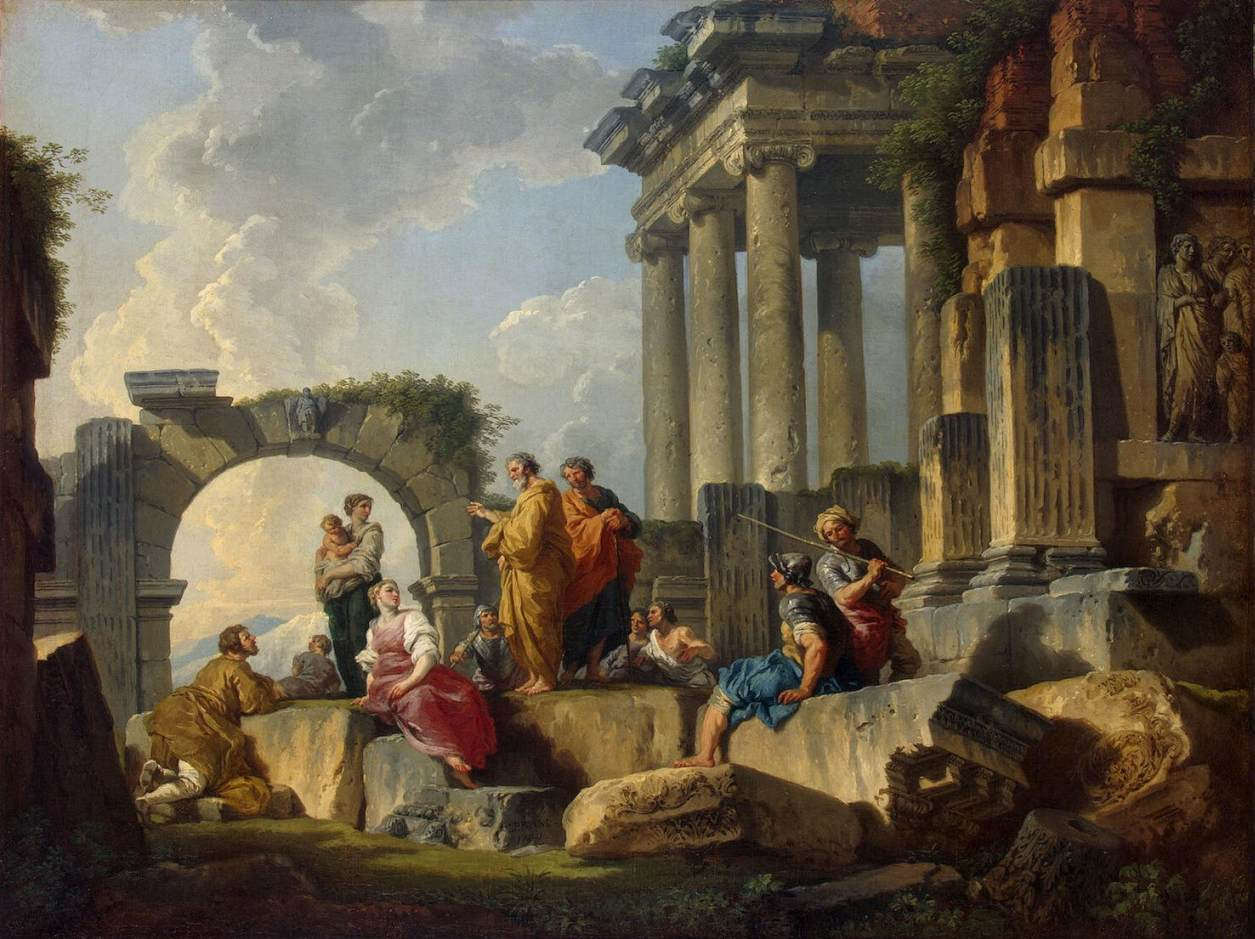
Джованні Паоло Паніні. «Давньоримські руїни і проповідь апостола Петра», Ермітаж, Санкт-Петербург
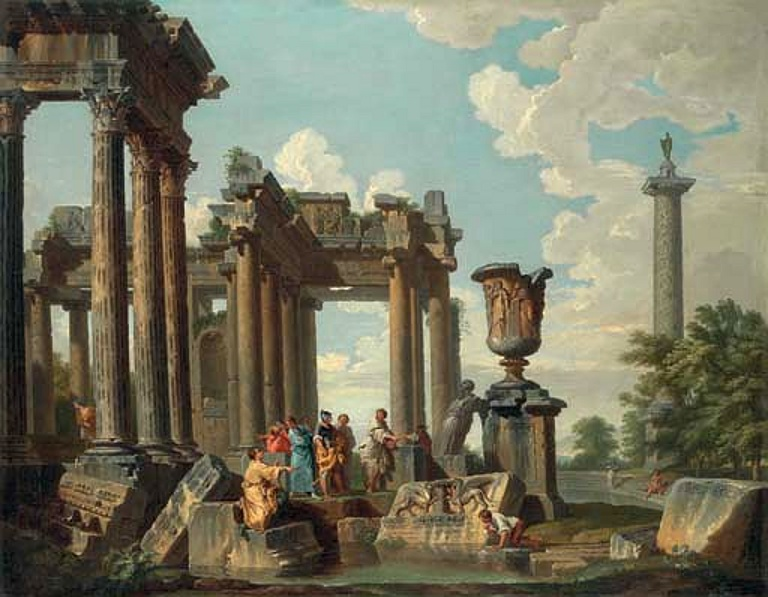
Джованні Паоло Паніні. «Філософ Діоген серед руїн», 1720-і рр.
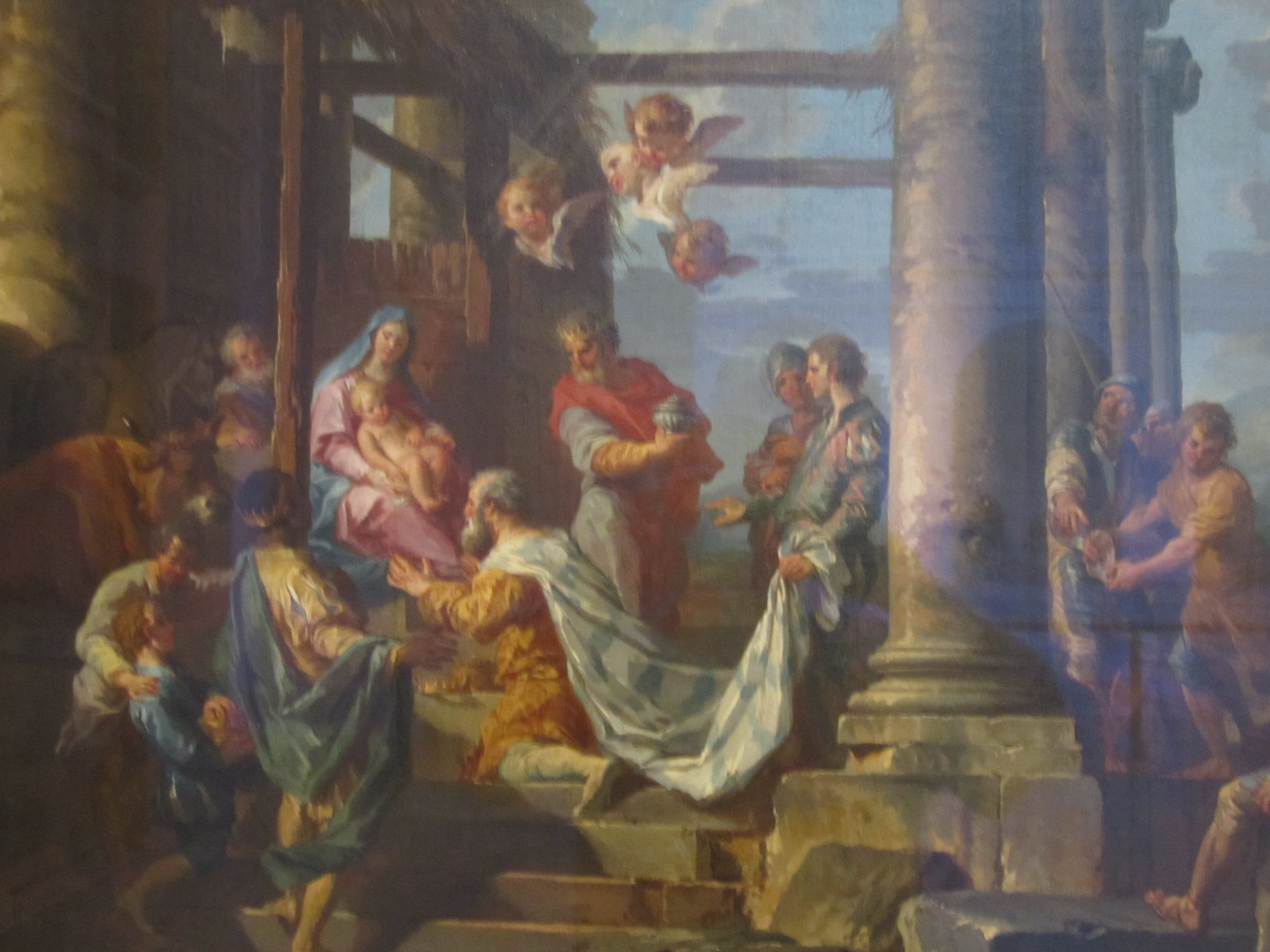
Джованні Паоло Паніні. «Поклоніння трьох царів немовляті Христу», Бруклінський музей, США
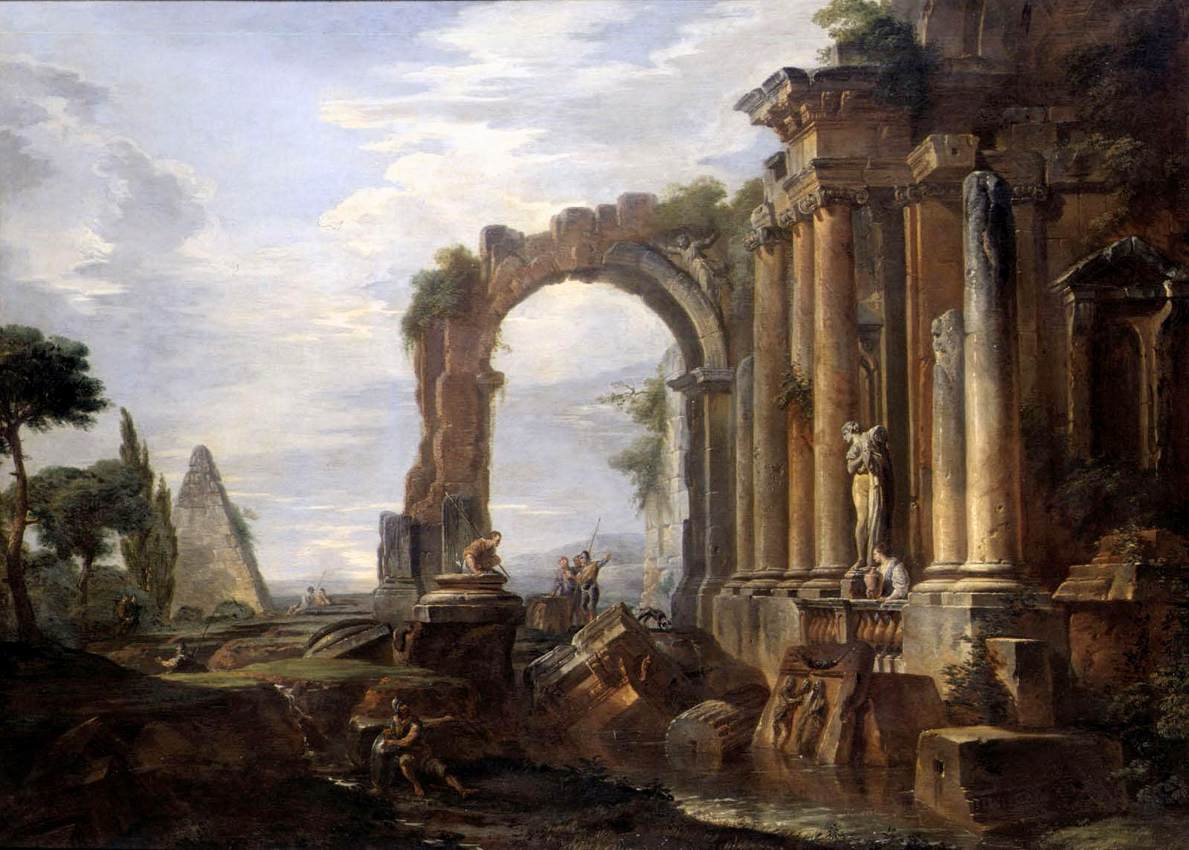
Джованні Паоло Паніні. «Капріччо з давньоримськими руїнами»,  до 1730 р., приватна збірка
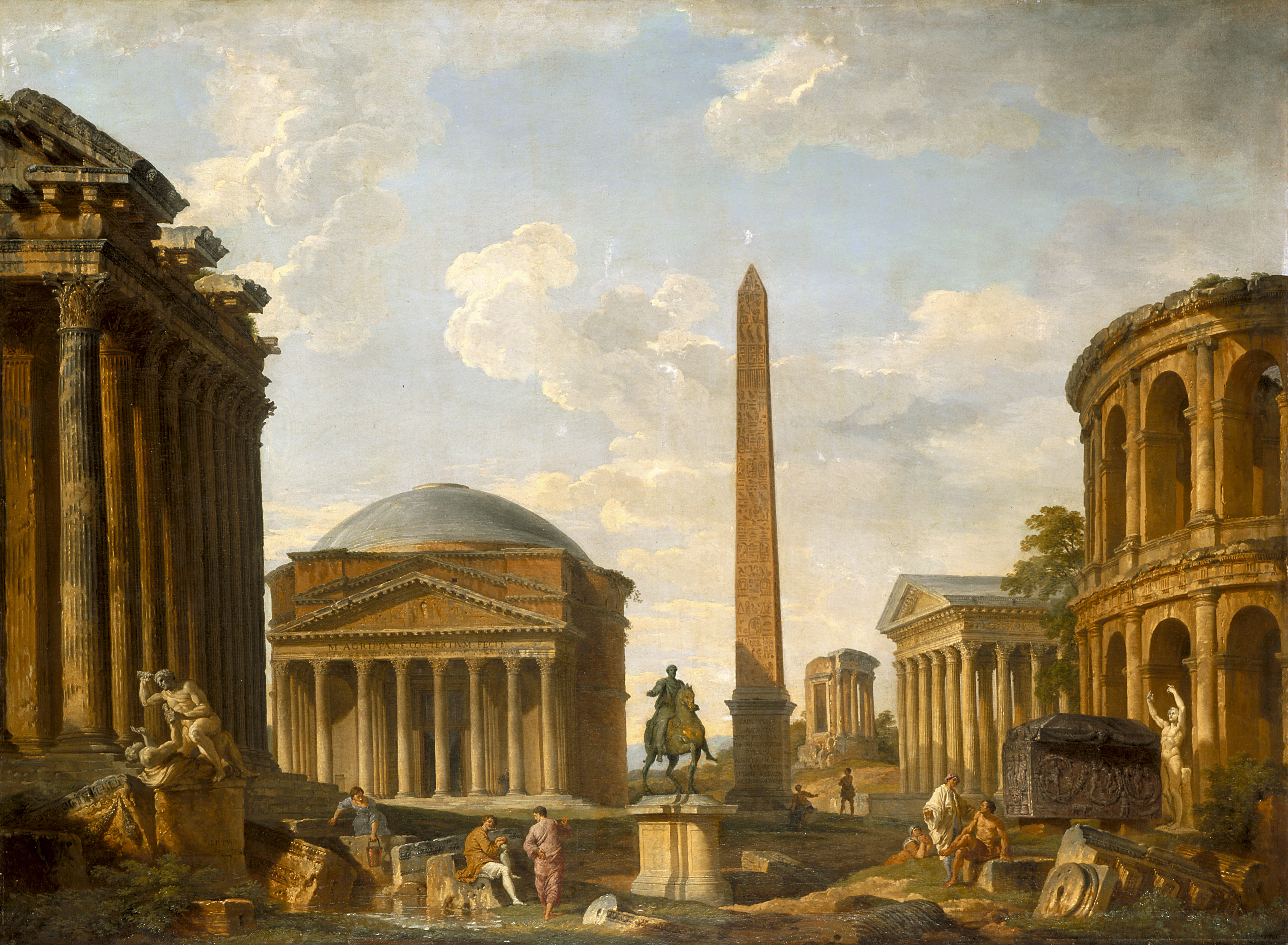
Джованні Паоло Паніні. « Римське капріччо. Пантеон та інші споруди », 1735 р. Музей мистецтв Індіанаполіса